# Mesfen Tesfaye
Mesfen Tesfaye (amh. መስፍን ተስፋዬ, ur. 13 stycznia 1935 w Addis Abebie) – etiopski kolarz szosowy.
Brał udział w igrzyskach olimpijskich w 1956 (Melbourne). Startował w wyścigu indywidualnym, w którym zajął 36. miejsce na 44 sklasyfikowanych zawodników (ogółem startowało ich 88). Trasę o długości 187,73 km przejechał w czasie 5-34,25 (do zwycięzcy stracił nieco ponad 13 minut). W klasyfikacji drużynowej, Etiopia została sklasyfikowana na ostatnim dziewiątym miejscu (warto jednak dodać, że 11 ekip w ogóle nie zostało sklasyfikowanych, gdyż wymogiem potrzebnym do sklasyfikowania było ukończenie wyścigu indywidualnego przez przynajmniej 3 kolarzy z danego kraju).